# Abborrtjärnen (Solleröns socken, Dalarna)
Abborrtjärnen är en sjö i Mora kommun i Dalarna och ingår i Dalälvens huvudavrinningsområde.